# Свищевка (Сластухинское муниципальное образование)
Свищевка — деревня в Екатериновском районе Саратовской области России. Входит в состав Сластухинского муниципального образования. Основана в 1920 году.

## География
Деревня находится в северной части Саратовского Правобережья, в пределах Окско-Донской равнины, в степной зоне, на расстоянии примерно 9 км (по прямой) к северо-востоку от посёлка городского типа Екатериновка, административного центра района. Абсолютная высота — 199 м над уровнем моря.
Климат
Климат характеризуется как континентальный с холодной малоснежной зимой и сухим жарким летом. Среднегодовая температура воздуха — 4,6 °C. Средняя многолетняя температура самого холодного месяца (января) составляет −13 °С (абсолютный минимум — −43 °С), температура самого тёплого (июля) — 20 °С (абсолютный максимум — 40 °С). Средняя продолжительность безморозного периода 140—150 дней. Среднегодовое количество атмосферных осадков — 500 мм, из которых 225—320 мм выпадает в период с апреля по октябрь. Снежный покров держится в среднем 130—140 дней в году.
Часовой пояс
Деревня Свищевка, как и вся Саратовская область, находится в часовой зоне МСК+1. Смещение применяемого времени относительно UTC составляет +4:00.

## Население
| 2010 |
| ---- |
| 57   |

Половой состав
По данным Всероссийской переписи населения 2010 года, в половой структуре населения мужчины составляли 47,4 %, женщины — соответственно 52,6 %.
Национальный состав
Согласно результатам переписи 2002 года, в национальной структуре населения русские составляли 99 % из 70 чел.